# La linda tapada
La linda tapada es una zarzuela en dos actos de Francisco Alonso con libreto de José Tellaeche, estrenada en el Teatro Cómico de Madrid el 19 de abril de 1924.

## Personajes
- Laura Marialba
- Inés De Cantarilla
- Don Iñigo
- Jerónimo Chinchilla
- El aguacil Triguillos

## Argumento
La acción transcurre en un mesón de Salamanca, en pleno siglo XVII.

### Acto 1
Inés es una bailarina que se busca la vida junto a su marido, Jerónimo. Al mesón donde trabajan llegan dos hombres, un capitán y un corregidor, interesados ambos por Laura, una misteriosa mujer que oculta su rostro. Viendo una oportunidad fácil, Inés se hace pasar por Laura y consigue dinero del aguacil.

### Acto 2
Inés es descubierta y huye con su marido y con el dinero. Finalmente, Laura aparece para aclarar el embrollo.